# Helictotrichon tibesticum
Helictotrichon tibesticum är en gräsart som först beskrevs av Miré och Pierre Ambrunaz Quézel, och fick sitt nu gällande namn av Josef Holub. Helictotrichon tibesticum ingår i släktet Helictotrichon och familjen gräs. Inga underarter finns listade i Catalogue of Life.